# Self Portrait
Self Portrait – dziesiąty studyjny i drugi w karierze dwupłytowy album Boba Dylana nagrany w okresie od kwietnia 1969 r. do marca 1970 r. Zawiera kilka koncertowych nagrań z porzuconego projektu wydania albumu koncertowego.

## Historia i charakter albumu
Dylan pragnął nagrać album standardów country i folku. Jednak pojawił się pomysł umieszczenia na tej płycie także nagrań z festiwalu na wyspie Wight. Do tego postanowił dodać swoje wersje piosenek innych twórców.
Po ukazaniu się albumu Dylan odciął się od niego, mówiąc „pracowaliśmy w Nowym Jorku nad New Morning, gdy Self Portrait został zebrany do kupy"'.

## Muzycy[a]
- Bob Dylan – wokal, gitara, instrumenty klawiszowe, harmonijka ustna
- Byron T. Bach – wiolonczela
- Brenton Banks – skrzypce
- George Binkley III – skrzypce
- Norman Blake – gitara
- David Bromberg – gitara, gitara dobro, gitara basowa
- Albert Wynn Butler – klarnet, saksofon
- Kenneth A. Buttrey – perkusja, instrumenty perkusyjne
- Fred Carter Jr. – gitara
- Marvin Chantry – altówka
- Ron Cornelius – gitara
- Charlie Daniels – gitara basowa, gitara
- Rick Danko – gitara basowa, wokal
- Pete Drake – elektryczna gitara hawajska
- Delores Edgin – wokal
- Fred Foster – gitara
- Solie I. Fott – skrzypce, altówka
- Bubba Fowler – gitara
- Dennis Good – puzon
- Emanuel Green – skrzypce
- Hilda Harris – wokal
- Levon Helm – mandolina, perkusja, wokal
- Freddie Hill – trąbka
- Karl Himmel – klarnet, saksofon, puzon
- Garth Hudson – instrumenty klawiszowe
- Lilian Hunt – skrzypce
- Martin Katahn – skrzypce
- Doug Kershaw – skrzypce
- Al Kooper – gitara, róg, instrumenty klawiszowe
- Sheldon Kurland – skrzypce
- Richard Manuel – pianino, wokal
- Martha McCrory – wiolonczela
- Charlie McCoy – gitara, gitara basowa, harmonijka, wibrafon
- Barry McDonald – skrzypce
- Ollie Mitchell – trąbka
- Carol Montgomery – wokal
- Bob Moore – gitara basowa
- Gene A. Mullins – róg barytonowy
- Joe Osborn – gitara, gitara basowa
- June Page – wokal
- Rex Peer – puzon
- Bill Pursell – pianino
- Robbie Robertson – gitara, wokal
- Albertine Robinson – wokal
- Alvin Roger – perkusja
- Frank Smith – puzon
- Maeretha Stewart – wokal
- Gary Van Osdale – altówka
- Bill Walker – aranżacja
- Bob Wilson – organy, pianino
- Stu Woods – kontrabas lub gitara basowa

## Spis utworów
| 1.  | All the Tired Horses – (Dylan)                                     | 3:12    |
|     |                                                                    |         |
| 2.  | Alberta No. 1 – (trad./aranż. Dylan)                               | 2:57    |
|     |                                                                    |         |
| 3.  | I Forgot More Than You’ll Ever Know – (Cecil A. Null)              | 2:23    |
|     |                                                                    |         |
| 4.  | Days of ’49 – (Lomax/Lomax/Warner)                                 | 5:27    |
|     |                                                                    |         |
| 5.  | Early Mornin' Rain – (Gordon Lightfoot)                            | 3:34    |
|     |                                                                    |         |
| 6.  | In Search of Little Sadie – (trad./aranż. Dylan)                   | 2:27    |
|     |                                                                    |         |
| 7.  | Let It Be Me – (Gilbert Bécaud/Mann Curtis/Pierre Delanoe)         | 3:00    |
|     |                                                                    |         |
| 8.  | Little Sadie – (trad./aranż. Dylan)                                | 2:00    |
|     |                                                                    |         |
| 9.  | Woogie Boogie – (Dylan)                                            | 2:06    |
|     |                                                                    |         |
| 10. | Belle Isle – (trad./aranż. Dylan)                                  | 2:30    |
|     |                                                                    |         |
| 11. | Living the Blues – (Dylan)                                         | 2:42    |
|     |                                                                    |         |
| 12. | Like a Rolling Stone[b] – (Dylan)                                  | 5:18    |
|     |                                                                    |         |
| 13. | Copper Kettle[c] – (Alfred Frank Beddoe)                           | 3:34    |
|     |                                                                    |         |
| 14. | Gotta Travel On – (Paul Clayton/Larry Ehrlich/David Lazar/Tom Six) | 3:08    |
|     |                                                                    |         |
| 15. | Blue Moon – (Lorenz Hart/Richard Rodgers)                          | 2:29    |
|     |                                                                    |         |
| 16. | The Boxer – (Paul Simon)                                           | 2:48    |
|     |                                                                    |         |
| 17. | The Mighty Quinn (Quinn the Eskimo)[b] – (Dylan)                   | 2:48    |
|     |                                                                    |         |
| 18. | Take Me as I Am – (Boudleaux Bryant)                               | 3:03    |
|     |                                                                    |         |
| 19. | Take a Message to Mary – (Felice Bryant/Boudleaux Bryant)          | 2:46    |
|     |                                                                    |         |
| 20. | It Hurts Me Too – (trad./aranż. Dylan)                             | 3:15    |
|     |                                                                    |         |
| 21. | Minstrel Boy[b] – (Dylan)                                          | 3:32    |
|     |                                                                    |         |
| 22. | She Belongs to Me[b] – (Dylan)                                     | 2:43    |
|     |                                                                    |         |
| 23. | Wigwam – (Dylan)                                                   | 3:09    |
|     |                                                                    |         |
| 24. | Alberta #2 – (trad./aranż. Dylan)                                  | 3:12    |
|     |                                                                    |         |
|     |                                                                    | 1:14:03 |
|     |                                                                    |         |

## Odrzuty z sesji
Odrzuty z sesji z Self Portait właściwie nie weszły w obieg. Prawie wszystkie te utwory są cudzymi kompozycjami oprócz kilku. Wśród utworów Dylana wyróżniają dwa, czyli „Went to See the Gypsy” i „If Not for You”. Z pewnością te dwie piosenki były przygotowywane z myślą o albumie Self Portrait, jednak ostatecznie ukazały się na następnym zatytułowanym proroczo New Morning.
- A Fool Such as I (Bill Trader)
- Annie's Going to Sing Her Song (Tom Paxton)
- Come a Little Bit Closer
- Come All You Fair and Tender Ladies (trad.)
- Folsom Prison Blues (Johnny Cash)
- Happy Book (według pogłosek)
- House Carpenter (trad.)
- Little Moses (Bert A. Williams/Earle C. Jones)
- My Previous Life
- Niezidentyfikowana piosenka
- Pretty Saro
- Railroad Bill (trad.)
- Ring of Fire (June Carter/Merle Kilgore)
- Running (?)
- Sitting on the Dock of the Bay (Steve Cropper/Otis Redding)
- Spanish Eyes (?)
- Spanish Is the Loving Tongue (Charles Badger Clark)
- Take [Me] Back Again (?)
- Tattle O-Day (Eric Andersen)
- Tell Ol' Bill (?)
- These Working Hands
- Time Passes Slowly
- Thirsty Boots (Eric Andersen)
- This Evening so Soon
- Went to See the Gypsy
- When a Fellow's Out of a Job
- Universal Soldier (Buffy Sainte-Marie)

## Opis albumu
- Producent – Bob Johnston
- Studio, miejsce i data nagrań –

Sesje nagraniowe
1 i 2 sesja: Columbia Music Row Studios, Nashville; 24 i 26 kwietnia 1969 r. (3, 7, 11, 18)
3 sesja: Columbia Music Row Studios, Nashville; 3 maja 1969 r. (15, 19)
4 sesja: Columbia Studio A, Nowy Jork; początek marca 1970 r. (1, 16 (wokal), 23)
5 sesja: Columbia Studio A, Nowy Jork; 3 marca 1970 r. (6, 9)
6 sesja: Columbia Studio A, Nowy Jork; 4 marca 1970 r. (4, 5)
7 sesja: Columbia Studio A, Nowy Jork; 5 marca 1970 r. (2, 8, 10, 13, 14, 16, 20, 24)
Sesje „overdubbingowe”
1. sesja: Columbia Recording Studios, Nashville; 11 marca 1970 r. (1, 2, 4, 8)
2. sesja: Columbia Recording Studios, Nashville; 12 marca 1970 r. (10, 16)
3. sesja: Columbia Recording Studios, Nashville; 13 marca 1970 r. (5, 9, 13, 14)
4. sesja: Columbia Recording Studios, Nashville; 17 marca 1970 r. (1, 5, 9, 13, 10, 23)
5. sesje: Columbia Recording Studios, Nashville; 30 marca 1970 r. (1, 10, 13, 20)
6. sesja: Columbia Recording Studios, Nashville; 2 kwietnia 1970 r. (6, 16)
7. sesja: Columbia Recording Studios, Nashville; 3 kwietnia 1970 r. (24)

Nagrania koncertowe z 31 sierpnia 1969 z Isle of Wight Festival (12, 17, 21, 22)
- Inżynierowie nagrań – Neil Wilburn, Don Puluse, Glynn Johns
- Czas – 73 min 15 sek; 1 h 13 min 15 s
- Projekt artystyczny albumu – Ron Coro
- Fotografie – John Cohen, Al Clayton, Camera Press
- Obraz na okładce – Bob Dylan
- Firma nagraniowa – Columbia
- Numer katalogowy – C2X 30050

Wznowienie na cd
- Firma nagraniowa – Columbia
- Numer katalogowy – CGK 30050
- Rok wznowienia – 1989

## Listy przebojów

### Album
| Rok  | Lista                          | Pozycja |
| ---- | ------------------------------ | ------- |
| 1970 | Billboard USA. Albumy popowe   | 4       |
| 1970 | Melody Maker WB. Albumy popowe | 1       |